# Viðareiðistunnilin
Der Viðareiðistunnilin (deutsch Viðareiðitunnel) ist ein fast 2 km langer Straßentunnel auf Viðoy, der nördlichsten Insel der Färöer. Er verbindet die beiden Inselorte Viðareiði und Hvannasund.

## Beschreibung
Der Straßentunnel durchquert mit 1939 m Länge die Bergflanke des Tunnafjall. Er ist im Tunnelprofil T9,5 ausgeführt, was einer Breite von 9,5 m entspricht bei zwei Spuren mit jeweils 3,5 m Breite und 4,6 m Höhe. Das nordöstliche Tunnelportal liegt einige Kilometer vom Ortskern von Viðareiði entfernt in der Flur Miðdalur. Von dort verläuft der Tunnel mit einem durchschnittlichen Gefälle von 1,9 % in südwestlicher Richtung. Das maximale Gefälle beträgt 3,5 %. Etwa 1,5 km nördlich von Hvannasund befindet sich das südwestliche Portal. Es wird für das Jahr 2024 mit einem Verkehrsaufkommen von ca. 500 Fahrzeugen täglich gerechnet.
Um den Stromverbrauch zu senken, wurden im Tunnel energiesparende LEDs installiert. Es ist Radio- und Mobilfunkempfang im Tunnel verfügbar.
Neben den aufgeführten Daten wird oftmals eine Tunnellänge von 1895 m angegeben.

## Tunnelbau und Eröffnung
Zur Erschließung des Miðdalur wurde an der Ostküste von Viðoy der bestehende Weg von Viðareiði zur Fischzuchtanlage auf ca. 3,4 km Länge als Landstraße ausgebaut. Das Tunnelportal bei Hvannasund schließt sich hingegen an die bestehende Küstenstraße an. Die gesamte neue Straßenlänge des Projekts inklusive Tunnel beträgt ca. 5,5 km.
Mit dem Bau des Tunnels wurde im Juni 2014 begonnen, die erste Sprengung fand am 1. Dezember 2014 statt. Der Vortrieb erfolgte 20 Stunden täglich im Drei-Schicht-Betrieb von Richtung Hvannasund. Am 15. Juli 2015 gelang der Durchbruch. Die Inbetriebnahme des Gesamtprojekts war für Anfang 2017 geplant. Aufgrund guter Fortschritte beim Bau konnte der Tunnel aber bereits im Sommer 2016 vorzeitig fertiggestellt werden und wurde am 2. September 2016 eröffnet.
Der Grund des Tunnelbaus war der Wunsch nach einer Ausweichmöglichkeit für die bestehende Straße an der Westküste. Bei ihr besteht die Gefahr von Erdrutschen oder Murgängen, zudem ist ein großer Teil der Straße uneben.